# Chanson de l'oignon
La Chanson de l'oignon (lett. "Canzone della cipolla") è un canto militare francese, risalente al periodo della tarda Prima Repubblica e del Primo Impero.
La canzone, di carattere goliardico in quanto "tributo" alla cipolla, era uno dei brani preferiti dei granatieri della Guardia imperiale napoleonica, ed è tuttora utilizzato dall'esercito francese.

## Origine
L'esatta origine della Chanson de l'oignon è sconosciuta, e il suo autore è rimasto anonimo.
Il tema di questa canzone è citato per la chiamata dei cori nell'ouverture dell'opera di Étienne Nicolas Méhul La chasse du jeune Henri, composta nel 1797 a Parigi. Nonostante non vi siano prove concrete, alcuni ritengono che proprio Mehul ne fosse il vero autore.
Una leggenda narra come la canzone sia nata poco prima della battaglia di Marengo, il 14 giugno 1800: Napoleone Bonaparte, vedendo alcuni granatieri che sfregavano energicamente una crosta di pane con una cipolla, chiese loro cosa stessero facendo. – È la cipolla, mio generale! – gli sarebbe stato risposto, al che Napoleone: – Ah! Molto bene, non c'è niente di meglio per marciar di buon passo sulla via della gloria.
I soldati allora, per onorare le parole dell'imperatore, avrebbero inventato il canto. La Legione Straniera la tiene tutt'oggi nel suo repertorio, ed è stata anche riadattata dall'anime Girls und Panzer.

## Testo

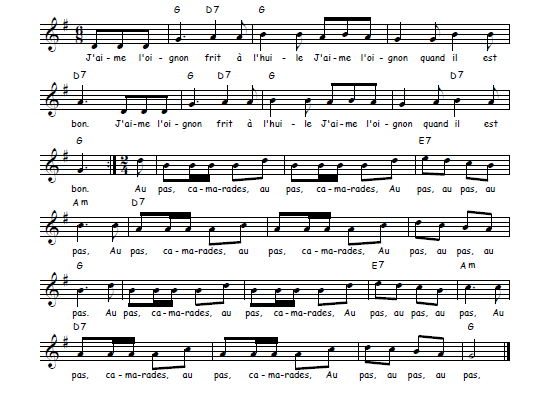
Spartito della Chanson de l'oignon

(Testo della Chanson de l'oignon.)

## Significato
A differenza degli altri canti militari, la Chanson de l'oignon non pare avere alcun significato apparente se non quello di celebrare la cipolla, ortaggio povero ma ampiamente diffuso e utilizzato, allora vitale per rifocillare le truppe in tempo di guerra.
Un riferimento alla realtà dell'epoca è presente nella terza strofa, dove viene esplicitato l'odio per il nemico austriaco, uno dei principali oppositori della Francia durante le guerre napoleoniche. Non è inoltre improbabile che la cipolla sia una scherzosa metafora per indicare lo stesso Napoleone, che in questo modo i soldati osannavano senza essere espliciti.